# Еміліо Палма
Еміліо Маркос Палма (нар. 7 січня 1978) — аргентинський громадянин, перша людина, що народилася на континенті Антарктида, через це занесений до Книги рекордів Гіннесса. Еміліо при народженні важив 7 фунтів і 8 унцій (3,4 кг), народився в Фортин Саргент Кабрал на станції Есперанса поблизу вершини Антарктичного півострова. Його батько, капітан Хорхе Еміліо Палма, був головою аргентинського загону армії на станції. До теперішнього часу в Антарктиці народилися ще 10 осіб, проте місце, де народився Палма, залишається найпівденнішим.
Наприкінці 1977 року на сьомому місяці вагітності, Марія Сільвія де Палма, мати Еміліо, була доставлена на станцію Есперанса, щоб там народити. Повітряний міст був частиною аргентинських заходів щодо вирішення спору про суверенітет над так званою аргентинської Антарктикою. Еміліо автоматично отримав аргентинське громадянство, оскільки його батьки були аргентинськими громадянами і він народився на території аргентинської Антарктики.
Еміліо міг би також претендувати на британське громадянство, оскільки розташування станції підпадає під територію заявленої Британською антарктичною територією, але ні він сам, ні його батьки подібних запитів не подавали.
Сольвейг Гунбьєрг Якобсен з Норвегії, яка народилася на території острова Південна Георгія в 1913 році, іноді також вважають першою дитиною, народженою в Антарктиці.